# Jean II de Viennois
Pour les articles homonymes, voir Viennois (homonymie).
Jean II de la Tour du Pin dit Jean II de Viennois (né vers 1280 — mort le 04 ou 05 mars 1319 au Pont de Sorgues, près d'Avignon) fut dauphin de Viennois et comte d'Albon, comte de Gapençais, comte de Vienne, seigneur de la Tour de 1306 à 1319. Il était fils d'Humbert Ier, dauphin de Viennois et seigneur de la Tour du Pin, et d'Anne d'Albon, dauphine de Viennois.

## Biographie

### Origines et héritage
Né vers 1280, Jean est le fils de Humbert de la Tour du Pin, qui par mariage avec Anne d'Albon, fille de Guigues VII de Viennois (1225-1269), dauphin de Viennois et de Béatrice de Faucigny (1234-1310), porte le titre de Dauphin à la mort de Jean Ier en 1282. 

### Guerre delphino-savoyarde
L'œuvre politique principale de ce dauphin, en guerre avec son voisin savoyard, est de jalonner la frontière de villes neuves fortifiées ou baties pour renforcer sa défense. Jean II veut utiliser la trêve entre Dauphiné et Savoie pour renforcer une frontière qui n'était jusque-là défendue que par des arbres. Cette politique est identique à celle pratiquée par les rois d'Angleterre en Aquitaine à la même époque. Il essaie d'y attirer, par des concessions de terres prises sur la forêt et de droits d'usage pour la construction des maisons, des habitants qui sont tenus, en échange, aux chevauchées à faible distance et à l'entretien de leurs remparts pour résister aux incursions savoyardes. En accordant des franchises à ces bourgs, il attire et fixe les habitants sur place, participant ainsi à la défense du territoire.  	
Le 8 septembre 1306 est signé un pacte entre Humbert dauphin de Viennois, ses fils Jean Dauphin, comte de Gapençais, et Guy Dauphin, d'une part, Drodon seigneur de Beauvoir-de-Marc, et son fils Guigues, en guerre contre le comte de Savoie.
Le 4 mars 1310, Jean dauphin et le comte de Savoie approuvent la trêve ordonnée entre eux par Guillaume III, comte de Genève, et Hugues Dauphin, seigneur de Faucigny.
Le 18 mai 1311 est effectuée une transaction entre le dauphin Jean, comte de Vienne et d'Albon et seigneur de la Tour et les seigneurs de la famille de Clérieu pour fixer les mandements de Montrigaud et de Miribel-de-Valclérieux.
C'est à cette époque que les bourgs de La Buissière et Avalon (bourg de nos jours intégré à la commune de Pontcharra, en Isère) sont ceinturés d'un rempart formant ainsi un bourg castral. Ce mur est financé par les bourgeois eux-mêmes, qui payent une redevance en nature appelée vingtain qui est levée pour la première fois en 1310. La charte de franchises de La Buissière est concédée à la même époque par ce Dauphin entre 1308 et 1315. Avalon reçoit, après avoir obtenu des libertés en 1250 et 1262 des suites des enquêtes, sa charte de franchises le 17 août 1313, peu après que le bourg ait été incendié par les Savoyards car il n'était défendu que par une palissade de bois. Jean II se rend souvent à La Buissière et Avalon au cours de son règne, vraisemblablement pour vérifier l'avancement des travaux de fortification.
Il signe un traité de paix avec le comte de Savoie Amédée V, le 10 juin 1314 dans l'église de Villard-Benoît, sous les auspices de l'archevêque de Tarentaise, Bertrand Ier de Bertrand, et l'évêque de Grenoble, Guillaume IV de Royn. Le traité stipule que les deux princes échangeront des mandements, mais aussi qu'ils ne feront plus construire de bâties « dans deux zones limitrophes : entre les Molettes et le Bréda au mandement d'Avalon et dans le mandement savoyard de Voiron et de La Buisse, si proche de Grenoble » (Bernard). Le Dauphin rend la bâtie de La Boisse, après l'avoir détruite, au comte de Savoie. Il récupère également les places de Montrevel (Bresse), Meyssieu (Lyonnais) et Danthesieu/Demptézieu (Viennois). Cette trêve reste « à peu près respectée » (Kersuzan), notamment grâce à la nomination de gardiateurs.
Selon les espions du comte de Savoie, le Dauphin aurait amassé une armée près de Pont-d'Ain, mais l'attaque n'aura pas lieu. Les années 1315-1316 restent relativement calmes. En 1316, le dauphin s'empare, par traîtrise, du bourg fortifié de Miribel. En 1318, les accords sont rompus avec la construction des châteaux des Allymes, pour le dauphin, et de Luisandre, pour le comte. L'offensive savoyarde reprend à partir des années 1320, avec notamment la prise du bourg d'Ambérieu, du château de Saint-Germain (août 1321) ou en encore du château de La Corbière (décembre 1321).

### Mort et succession
La Chronique de Savoye (XVe siècle) de Cabaret, historiographe du comte Amédée VIII, qui fait l'éloge du comte Amédée V, racontait que « le dauphin, très affecté par la perte du château, de la ville et des bourgs de Saint-Germain ainsi que par celle d'Ambérieu, impressionné par la grande armée que son rival avait rassemblée, tomba gravement malade et mourut peu après ».
Jean II semble mourir le 4 ou 5 mars 1319, — on trouve également l'année 1318 donnée pour la fin de règne —, sur le chemin du retour d'une visite à la Cour pontificale d'Avignon, à Pont de Sorgues, petite ville à une lieue d'Avignon.

## Mariage et enfants

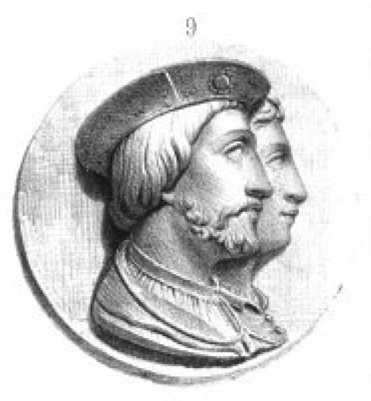
Jean II et Béatrice de Hongrie par Alexandre Debelle (1805-1897).

Jean de Viennois épousa le 25 mai 1296 Béatrice de Hongrie, fille de Charles Martel, roi titulaire de Hongrie, et de Clémence de Habsbourg. Ils eurent trois enfants :
- Guigues VIII (1309 — † 1333), dauphin de Viennois.
- Humbert II (1312 — † 1355), dauphin de Viennois.
- Catherine († après le 16 février 1319)[16].

Jean de Viennois eut également deux enfants illégitimes:
- Guillaume († après le 16 Mar 1340) , seigneur de Furmeyer[16].
- Mainfred ( († après le 12 avril 1336)[16].